# Carl Erik Soya
Carl Erik Martin Soya (født Soya-Jensen, 30. oktober 1896 i København, død 10. november 1983 i Rudkøbing) var en dansk forfatter og dramatiker. Han blev født i København. Hans forældre C.M. Soya-Jensen og Ingeborg Regine, født Hammer døde, da han var barn. Arven gjorde, at han havde råd til at satse på en karriere som forfatter. I 1915 blev han student fra Metropolitanskolen i København, og året efter tog han filosofikum. 1919-1921 var han gift med Esther Sætten, med hvem han havde datteren Siri, kaldet Lillemor (født 1920), og fra 1925 med Agnes Augusta Zaar, med hvem han havde sønnen William (født 1927), samt døtrene Hyben ( født 1925) og Maj (født 1. maj 1938). Han tog i 1920 navneforandring til Soya, og skrev også under pseudonymet Joseph W. French. 
I 1923 debuterede han med eventyrsamlingen Kvinderne i Persien og andre Æventyr. Hans skuespildebut kom i 1930 med Den leende Jomfru. 
Stor omtale fik hans revykomedie Umbabumba skifter Forfatning fra 1935. Det var en satire over nazismens fremvækst på demokratiets bekostning. Stykket udspiller sig i en fiktiv, primitiv afrikansk stat, Umbabumba, der søger at bekæmpe arbejdsløshed og andre vestlige problemer med midler, man genkendte fra Nazi-Tyskland. Den tyske våben- og ammunitionsfabrik Krupp tildeles en afrikansk parallel ved navn Krupa. Det Kongelige Teater antog stykket; men selv om musikken var færdigskrevet, og rollerne besat, blev det taget af plakaten efter pres fra Tyskland. Undervisningsministeriet, som teatret sorterede under, blev nervøs ved de tyske reaktioner, efterfulgt af en skarp leder i Social-Demokraten: "Derfor er heller ikke Kritik af Nazismen forbudt i Danmark. Muligt har Hr. Soya overskredet Grænserne, men hvis han...har villet vise det nazistiske Diktaturs Abnormitet overfor civiliserede Mennesker, da finder vi stadig, at det er Synd, han ikke faar sit Skuespil opført..Man har tolereret Kaj Munks grove Angreb paa Demokratiet, hvorfor saa ikke give en Mand, der siger det modsatte, (...)Ordet – selv paa Det kgl. Teater?"
Men Umbabumba måtte nøje sig med premiere på Det Ny Teater i Kjeld Abells scenografi. 
I 1941 kom han på finansloven, men allerede i 1942 blev hans forfatterunderstøttelse inddraget, efter han fik en dom på 60 dages fængsel. Dommen skyldtes hans fortælling En Gæst fra 1941 om en ørentvist, som tager ophold hos en dansk familie og vokser sig til en altdominerende størrelse. Redaktøren for B.T., Kai Berg Madsen, omtalte fortællingen i avisen, og den blev dér – ikke med urette – udlagt som en allegorisk fortolkning af tyskernes besættelse af Danmark. Soyas holdning til besættelsesmagten fik yderligere den konsekvens, at han en kort tid blev interneret i Horserødlejren. Soya flygtede til Sverige i 1945.
Soya var en meget produktiv forfatter, hvis forfatterskab omfatter romaner, noveller, aforismer og digte. Alt er præget af hans satiriske temperament og rappe replik. Han ønskede at forarge og provokere det borgerskab, han selv var en del af. Han moraliserede over dobbeltmoral og uærlighed. 
Med sin erindringsroman Min farmors hus (1943) gav han et tidsbillede fra "klunketiden". Den og den "dristige" Sytten nåede filmlærredet. Soyas tagsten, Damernes Ven og Mazurka på sengekanten har forlæg i Soyas produktion.
Skuespillet Parasitterne blev i 1945 opført på Det Kongelige Teater. De fleste af hans teaterstykker opførtes på Folketeateret.

## Priser og legater
- 1931 Emma Bærentzens Legat.
- 1937 Astrid Goldschmidts Legat.
- 1940 Holger Drachmann-legatet.
- 1940 Det anckerske Legat.
- 1941 Finansloven.
- 1945 Jeanne og Henri Nathansens Fødselsdagslegat.
- 1947 Otto Benzons Forfatterlegat.
- 1947 Holberg-medaljen.
- 1948: Ridder af Dannebrog.
- 1949 Henrik Pontoppidans Mindefonds legat.
- 1950 Herman Bangs Mindelegat.
- 1952 Tørsleff & Co.s litterære Hæderslegat.
- 1954 Jeanne og Henri Nathansens Mindelegat.
- 1956 Kollegernes ærespris for Blodrødt og blegrødt.
- 1961 Adam Oehlenschläger Legatet.
- 1962 Alexander Foss' Guldmedalje
- 1963 Jeanne og Henri Nathansens Mindelegat.
- 1968 Johannes Ewalds Legat.
- 1971 Ingenio et arti.
- 1971 Otto Rungs Forfatterlegat.
- 1975 Det Danske Akademis Store Pris.
- 1978 Adam Oehlenschläger Legatet.

## Eftermæle
Soya nævnes, sammen med Karen Blixen, i Kim Larsen og Gasolins sang Kloden Drejer Stille Rundt fra 1976. Han nævnes også i Raketvisen, sunget af Bodil Steen og Marguerite Viby.